# Cinecanal
Cinecanal es un canal de televisión por suscripción latinoamericano, inició sus transmisiones el 1 de abril de 1993. Es propiedad de The Walt Disney Company Latin America y operado por Disney Media Networks Latin America.

## Historia
El 10 de agosto de 1992, MVS Comunicaciones firmó un acuerdo con United International Pictures (distribuidora de los largometrajes de Paramount Pictures, Universal Pictures y MGM/UA), 20th Century Fox, Organización Cisneros (a través del holding Cablecinema C.A.) y la argentina Sociedad Argentina de Cable, S.A. (SACSA), para la fundación de una empresa conjunta con el objetivo de crear un canal con cobertura latinoamericana, el cual transmitiría exclusivamente películas de estreno. La inversión original era de US$ 5 000 000, aunque la cantidad de participación de cada entidad involucrada no fue revelada. La empresa fue fundada como LAPTV.
Cinecanal comenzó sus operaciones el 1 de abril de 1993 como un canal prémium transmitiendo a través de MVS (Multivision) en Ciudad de México. La señal fue recibida con gran entusiasmo, y a los dos meses de operación comenzó a transmitir a América Central, República Dominicana y Sudamérica. Originalmente, transmitía dos canales desde la sede de Multivisión en Ciudad de México vía la red de satélites Morelos hacia Norteamérica, Centroamérica y el Caribe y por Panamsat hacia Sudamérica (señal este, basándose en la zona horaria de la Ciudad de México, y señal oeste, basándose en el horario de Buenos Aires). En total, el canal poseía cerca de 4 500 000 suscriptores a fines de 1994.
El 21 de abril de 1995, después de la crisis económica mexicana de 1994, la Organización Cisneros y MVS Comunicaciones vendieron las acciones a United International Pictures debido a que LAPTV, la empresa encargada de operar el canal, arrastraba enormes pérdidas económicas a pesar de que el canal llevaba solamente dos años al aire. Al año siguiente, la empresa trasladó su sede a Atlanta. Poco tiempo después, fue lanzado el segundo canal de la empresa, Cinecanal 2.
El 15 de marzo de 1998, LAPTV firmó un acuerdo con DreamWorks SKG, para transmitir sus largometrajes en estreno para televisión. En 2000, MGM cambió la manera como distribuía sus películas al exterior y dejó de ser la empresa asociada de UIP y en noviembre de 2000, vendió sus acciones a 20th Century Fox y Walt Disney Pictures.
El 23 de julio de 2007, SACSA vendió las acciones a Fox Latin American Channels y dos años después, Universal Studios vende su participación a Fox.
Desde el 1 de noviembre de 2009, Cinecanal pasó a ser un canal básico en los operadores de televisión latinoamericanos. El 1 de octubre de 2010, Cinecanal renovó su imagen corporativa para acomodar aún más la señal como un canal de suscripción básica. También fueron agregados los cortes comerciales y promociones durante la emisión de películas.
Desde el 1° de junio de 2011, Cinecanal transmite toda su programación doblada al español, con el fin de acercarse a un nuevo segmento de televidentes. Además, fue lanzado una nueva señal basada en Chile, denominada la señal Pacífico. 
El 1 de abril de 2022, Cinecanal llega por primera vez a Brasil, país al que originalmente no había llegado, en donde reemplazó a la señal local de Star Life que cesó sus trasmisiones junto con FXM, Disney XD, Nat Geo Wild y Nat Geo Kids.
El 2 de diciembre de 2024, The Walt Disney Company anunció que Cinecanal cerraría en Brasil junto con sus canales hermanos (a excepción de los canales de ESPN) el 28 de febrero de 2025. En Hispanoamérica, el canal seguirá operando.

## Canales hermanos

### Cinecanal Classics
Cinecanal Classics fue un canal de televisión del grupo de señales de LAPTV lanzado el 1 de noviembre de 2004. Emitía películas clásicas propiedad de Metro-Goldwyn-Mayer, Paramount Pictures, Universal Studios y 20th Century Fox producidas entre la década de 1930 y 1960. La programación no contaba con cortes comerciales y era emitida en inglés con subtítulos en español. Fue relanzado el 1 de noviembre de 2009 como Citystars, como parte de una reestructuración de las señales del entonces recién formado Moviecity Pack. Su eslogan era El Hollywood que no conoces. Más adelante, fue renombrado como Moviecity Classics, después como Fox Classics con el eslogan Más Recuerdos, luego como Fox Premium Classics y por último como Star Classics.

### Cinecanal 2
Cinecanal 2 fue un canal creado el 1 de junio de 1997 como parte del paquete premium Moviecity. Emitía la misma programación que Cinecanal junto con las producciones de Dreamworks. No contaba con pausas comerciales y poseía programación alternativa al canal principal para que no repitiese películas ya emitidas. Fue renombrado como City Mix, más adelante pasó a llamarse Moviecity Hollywood, después como Fox Movies con el eslogan Más Estrellas, luego como Fox Premium Movies y por último como Star Hits.